# Бат Єор
Бат Яор (івр. בת יאור — «Дочка Нілу», справжнє ім'я Жизель Літман (англ. Gisèle Littman), до шлюбу Оребі (англ. Orebi); нар. 1933) — британська письменниця та теоретикиня змови. Спеціалізується на дослідженнях про стан немусульманських меншин (християн і євреїв) у країнах ісламу. Народилася в Єгипті у єврейській родині. 2005 року привернула увагу книгою «Єврабія», в якій заявила про можливе поглинення Європи мусульманським світом.

## Твори
- Eurabia: The Euro-Arab Axis, 2005, Fairleigh Dickinson University Press, ISBN 0-8386-4077-X
- Islam and Dhimmitude: Where Civilizations Collide, 2001, Fairleigh Dickinson University Press, ISBN 0-8386-3942-9; ISBN 0-8386-3943-7 (з Девідом Літтманом[en], переклад Міріам Коган)
- The Decline of Eastern Christianity: From Jihad to Dhimmitude;seventh-twentieth century, 1996, Fairleigh Dickinson University Press, ISBN 0-8386-3678-0; ISBN 0-8386-3688-8 (м'яка обкладинка).
- The Dhimmi: Jews and Christians Under Islam, 1985, Fairleigh Dickinson University Press, ISBN 0-8386-3233-5; ISBN 0-8386-3262-9 (м'яка обкладинка). (з Девідом Мейзелем, Полом Фентоном і Девідом Літтманом[en]; передмова Жака Еллюля[en])
- Les Juifs en Egypte, 1971, Editions de l’Avenir, Geneva (in French, title translates as «The Jews in Egypt»)